# حرث تقليدي
الحرث التقليدي (بالإنجليزية: Conventional tillage)‏، هو حرث شامل لكل المساحة يعالج تربة المنطقة بأكملها، ويتم تنفيذ عملية الحرث قبل أو خلال عملية الزراعة. تشير إلى عمليات الحرث التي تعتبر معيارا لموقع معين ومحصول والتي تميل إلى دفن مخلفات المحاصيل؛ وعادة ما تعتبر قاعدة لتحديد فعالية تكلفة ممارسات مكافحة التعرية.